# Lista över norska ångfartyg
Lista över norska ångfartyg är en ofullständig lista över aktuella norska ångfartyg.
| Namn                      | Tidigare namn                  | Byggnadsår            | Typ                        | Hemmahamn    | Längd i meter | Bild |
| ------------------------- | ------------------------------ | --------------------- | -------------------------- | ------------ | ------------- | ---- |
| Ammonia                   |                                | 1929                  | Järnvägsfärja              | Tinn         | 70,4          |      |
| Ara                       |                                | 1910                  | Bogserbåt                  | Strømfoss    | 17,8          |      |
| Bjoren                    |                                | 1866                  | Passagerarbåt              | Setesdal     | 20,8          |      |
| Trålaren Borgenes         | Cailiff                        | 1942 (Upphuggen 2012) | Fiskebåt                   | Kristiansund | 50            |      |
| Børøysund                 | Hyma Skjergar Odin             | 1908                  | Last- och passagerarfartyg | Oslo         | 33            |      |
| Engebret Soot             |                                | 1862                  | Passagerarfartyg           | Ørje         | 24            |      |
| Forlandet                 | Foca                           | 1921                  | Valfångstfartyg            | Oslo         |               |      |
| Segelångfartyget Hansteen | Haarek Ivar Elias              | 1866                  | Mätfartyg, lastfartyg      | Trondheim    | 31            |      |
| Hestmannen                | Vegafjord                      | 1911                  | Lastfartyg                 | Stokmarknes  | 59,66         |      |
| Kysten                    | Askaas                         | 1909                  | Last- och passagerarfartyg | Tønsberg     | 45,14         |      |
| Oster                     | Vaka Gamle Oster               | 1908                  | Last- och passagerarfartyg | Bergen       | 31,8          |      |
| Pasop                     |                                | 1908                  | Bogserbåt                  | Ørje         | 12,4          |      |
| Pelle                     | Pippi                          | 1882                  | Lustjakt                   | Arendal      | 14            |      |
| Skibladner                |                                | 1856                  | Passagerarfartyg           | Gjøvik       | 50,13         |      |
| Southern Actor            | Polarbris 8 Ibsa Uno Itaxa III | 1950                  | Valfångstfartyg            | Sandefjord   | 45,3          |      |
| Stavenes                  |                                | 1904                  | Last- och passagerarfartyg | Bergen       | 34,0          |      |
| Kungaslupen Stjernen      |                                | 1899                  | Ångslup                    | Horten       | 16,8          |      |
| Stord I                   | O. T. Moe                      | 1913                  | Last- och passagerarfartyg | Bergen       | 44,07         |      |
| Styrbjørn                 | Atlas                          | 1910                  | Bogserbåt                  | Oslo         | 29,42         |      |
| Suldal                    |                                | 1884                  | Lastfartyg                 | Suldal       |               |      |
| Thorolf                   |                                | 1911                  | Passagerarfartyg           | Sula         | 18,5          |      |
| Turisten                  |                                | 1867                  | Passagerarfartyg           | Halden       | 25,54         |      |